# Nina Torresi
Nina Torresi (Roma, 15 febbraio 1990) è un'attrice italiana.

## Biografia
Figlia di un direttore della fotografia e di una sceneggiatrice, la sua prima esperienza di rilievo è con il film Stasera lo faccio, che viene presentato al Giffoni Film Festival del 2005 ma rimane poi inedito, non trovando distribuzione, nello stesso anno partecipa anche a uno spot su SKY insieme a Rita Levi Montalcini e successivamente è nel cast di altri film e serie televisive come Cardiofitness (2006), Il sangue e la rosa (2008) e La strategia degli affetti (2009). Nel 2010 interpreta il suo film più importante La bellezza del somaro di Sergio Castellitto e in Tv fa parte del cast della serie Fratelli Benvenuti. Nel 2012 è la protagonista ne La fuga di Teresa di Margarethe von Trotta, poi interpreta Agnese nell'horror La casa nel vento dei morti ed entra a far parte della quinta stagione della serie TV di Canale 5 I Cesaroni, nel ruolo di Maya.
Nel 2016 interpreta Anna Ferri nella fiction Rai Baciato dal sole e fa parte del cast de Il vincente di Luca Magri. Nel 2017 interpreta Chiara Romano nella fiction Rai Sotto copertura - La cattura di Zagaria'' e nel 2019 è Alba Calia nel film Io sono Mia. Dopo Bocche inutili, e Bla Bla Baby di Fausto Brizzi, partecipa alla nuova stagione di Boris, e torna a recitare al fianco di Luca Magri ne Il paese del melodramma (2023), diretto da Francesco Barilli.

## Filmografia

### Cinema
- Stasera lo faccio, regia di Alessio Gelsini Torresi e Roberta Orlandi (2005)
- Cardiofitness, regia di Fabio Tagliavia (2006)
- La strategia degli affetti, regia di Dodo Fiori (2009)
- La bellezza del somaro, regia di Sergio Castellitto (2010)
- Diciottanni - Il mondo ai miei piedi, regia di Elisabetta Rocchetti (2011)
- Chiamatemi Ishmael, regia di Paolo Briguglia (2011)
- Cara, ti amo..., regia di Gian Paolo Vallati (2011)
- La casa nel vento dei morti, regia di Francesco Campanini e Francesco Barilli (2012)
- Il rosso e il blu, regia di Giuseppe Piccioni (2012)
- Le formiche della città morta, regia di Simone Bartolini (2013)
- L'estate sta finendo, regia di Stefano Tummolini (2013)
- Nottetempo, regia di Francesco Prisco (2014)
- Il vincente, regia di Luca Magri (2016)
- Io sono Mia, regia di Riccardo Donna (2019)
- Bla Bla Baby, regia di Fausto Brizzi (2022)
- Bocche inutili, regia di Claudio Uberti (2022)
- Il paese del melodramma, regia di Francesco Barilli (2023)

### Televisione
- Incantesimo 10 – soap opera (2007)
- Il sangue e la rosa, regia di Salvatore Samperi, Luigi Parisi e Luciano Odorisio – miniserie TV (2008)
- La scelta di Laura – serie TV (2009)
- Fratelli Benvenuti – serie TV (2010)
- Mai per amore - La fuga di Teresa, regia di Margarethe von Trotta – film TV (2011)
- I Cesaroni 5 – serie TV, 29 episodi (2012)
- Baciato dal sole - serie TV (2016)
- Il coraggio di vincere, - film TV regia di Marco Pontecorvo (2017)
- Sotto copertura - La cattura di Zagaria, regia di Giulio Manfredonia - serie TV (2017)
- Oltre la soglia, regia di Monica Vullo e Riccardo Mosca - serie TV (2019)
- Boris 4, regia di Giacomo Ciarrapico e Luca Vendruscolo - serie TV (2022)

## Altre esperienze
- L'ospite perfetto - Room4U – webserie (2008)
- Ritornerò – videoclip di Max Pezzali (2008)
- La finestra aperta – cortometraggio, regia di Gregory J. Rossi (2009)
- FOL: Full Of Life – cortometraggio, regia di Giulio Reale (2011)
- 118 – webserie (2011)
- Oro trasparente – videoclip di Matteo Branciamore (2012)
- Gli uraniani – cortometraggio, regia di Gianni Gatti (2013)
- Sbratz – webserie (2017-2018)